# Publiekdomeindag

Een Engelstalig logo voor de publiekdomeindag van 2025

Publiekdomeindag is een viering van het verlopen van auteursrecht en het beschikbaar komen van werken in het publieke domein. Deze juridische overgang van auteursrechtelijk beschermde werken in het publieke domein gebeurt elk jaar op 1 januari op basis van de individuele auteursrechtenwetgeving van elk land.

## Publiekdomeindag in Nederland
Publiekdomeindag wordt in Nederland georganiseerd door de vereniging Open Nederland in samenwerking met Nederlandse erfgoedinstellingen.

### 2018
In 2018 besteedde publiekdomeindag aandacht aan componist Willem Pijper en meestervervalser Han van Meegeren.

### 2019
In 2019 besteedde publiekdomeindag aandacht aan schrijfster Cissy van Marxveldt, filmregisseur en –producent Haro van Peski, keramist en schilder Chris Lanooy, schrijver Emiel Fleerackers, kunstenaar Herman Heijenbrock en kinderboekenschrijfster Freddie Langeler.

### 2020
In 2020 vindt op 10 januari publiekdomeindag plaats in het Nederlands Instituut voor Beeld en Geluid met onder andere aandacht voor Henriëtte Blaauw, Frans Bosen en Joseph Cuypers.

### 2023
In 2023 vond de publiekdomeindag op 13 januari plaats in de Koninklijke Bibliotheek.  Op deze dag werden onder anderen de levens en werk gevierd van Henriëtte Roland Holst, ontwerper Max Laeuger, Hendrik Freerk Tillema, Fotograaf Richard Tepe, en filmproducent Willy Mullens.

### 2024
In 2024 vind de publiek domeindag op 12 januari plaats in het Nederlands Instituut voor Beeld en Geluid.

## Publiekdomeindag in België
Meemoo organiseert sinds 2018 publiekdomeindagen:
- 2018[7]
- 2019[8]
- 2021[9]
- 2022[10]
- 2023[11]